# 3 Tyrolski Pułk Strzelców Cesarskich
3 Tyrolski Pułk Strzelców Cesarskich (3. TKJR, 3. TJR) – pułk piechoty cesarskiej i królewskiej Armii.

## Historia pułku
Pułk został utworzony 20 kwietnia 1895 roku z czterech batalionów polowych (nr 9–12) i Kadry Batalionu Zapasowego Nr 3, które zostały wyłączone z dotychczasowego Tyrolskiego Pułku Strzelców Cesarskich.
Sztab pułku razem z 1. i 4. batalionem oraz Kadrą batalionu zapasowego stacjonował w Trydencie (niem. Trient), 2. batalion w Riva, a 3. batalion w Rovereto. Pułk wchodził w skład 16 Brygady Piechoty w Trydencie należącej do 8 Dywizji Piechoty.
W 1898 roku sztab pułku razem z 1., 3. i 4. batalionem został przeniesiony do Wiednia i włączony do tamtejszej 49 Brygady Piechoty należącej do 25 Dywizji Piechoty. 2. batalion został przeniesiony z Riva do Trydentu i pozostał w składzie 16 Brygady Piechoty. W Trydencie pozostała także Kadra batalionu zapasowego.
W 1904 roku sztab pułku razem z 1. i 2. batalionem został przeniesiony do Bolzano (niem. Bozen), 3. batalion do Cles, a 4. batalion do Trydentu, gdzie nadal stacjonowała Kadra batalionu zapasowego. Cały pułk ponownie znalazł się w składzie 16 Brygady Piechoty. W 1906 roku 3. batalion został przeniesiony z Cles do Borgo.
W 1908 roku sztab pułku razem z 2. batalionem został przeniesiony do Rovereto, a 1. batalion do Riva. 3. batalion pozostawał w Borgo, a 4. batalion i kadra batalionu zapasowego w Trydencie. Zmiany w dyslokacji pułku nie wpłynęły na jego podporządkowanie. Nadal wchodził w skład 16 Brygady Piechoty.
W 1912 roku sztab pułku razem z 2. i 3. batalionem stacjonował w Rovereto, 1. batalion w Rivie, a 4. batalion i Kadra batalionu zapasowego w Trydencie. Pułk został włączony w skład nowo utworzonej 96 Brygady Piechoty w Rovereto należącej do 8 Dywizji Piechoty. Dyslokacja i podporządkowanie pułku nie uległo zmianie do 1914 roku.
Dla podtrzymania tradycji szefem pułku wszystkich czterech pułków pozostał cesarz Franciszek Józef I – co było ewenementem w austro-węgierskich siłach zbrojnych.
Swoje święto pułk obchodził 24 czerwca w rocznicę bitwy pod Custozą stoczonej w 1866 roku.
Pułk otrzymywał rekrutów z trzech okręgów uzupełnień: Innsbruck, Bressanone (niem. Brixen) i Trydent, położonych na terytorium 14 Korpusu.
Kolory pułkowe: trawiasty (niem. grasgrün), guziki złote.
W czasie I wojny światowej szystkie bataliony walczyły na froncie wschodnim w składzie 3 Armii. Pułk walczył na ziemiach polskich m.in. przy forsowaniu Sanu pod Leżajskiem (14-18 października 1914), walkach pod Rozwadowem (24 października – 2 listopada 1914).

## Żołnierze
Komendanci pułku

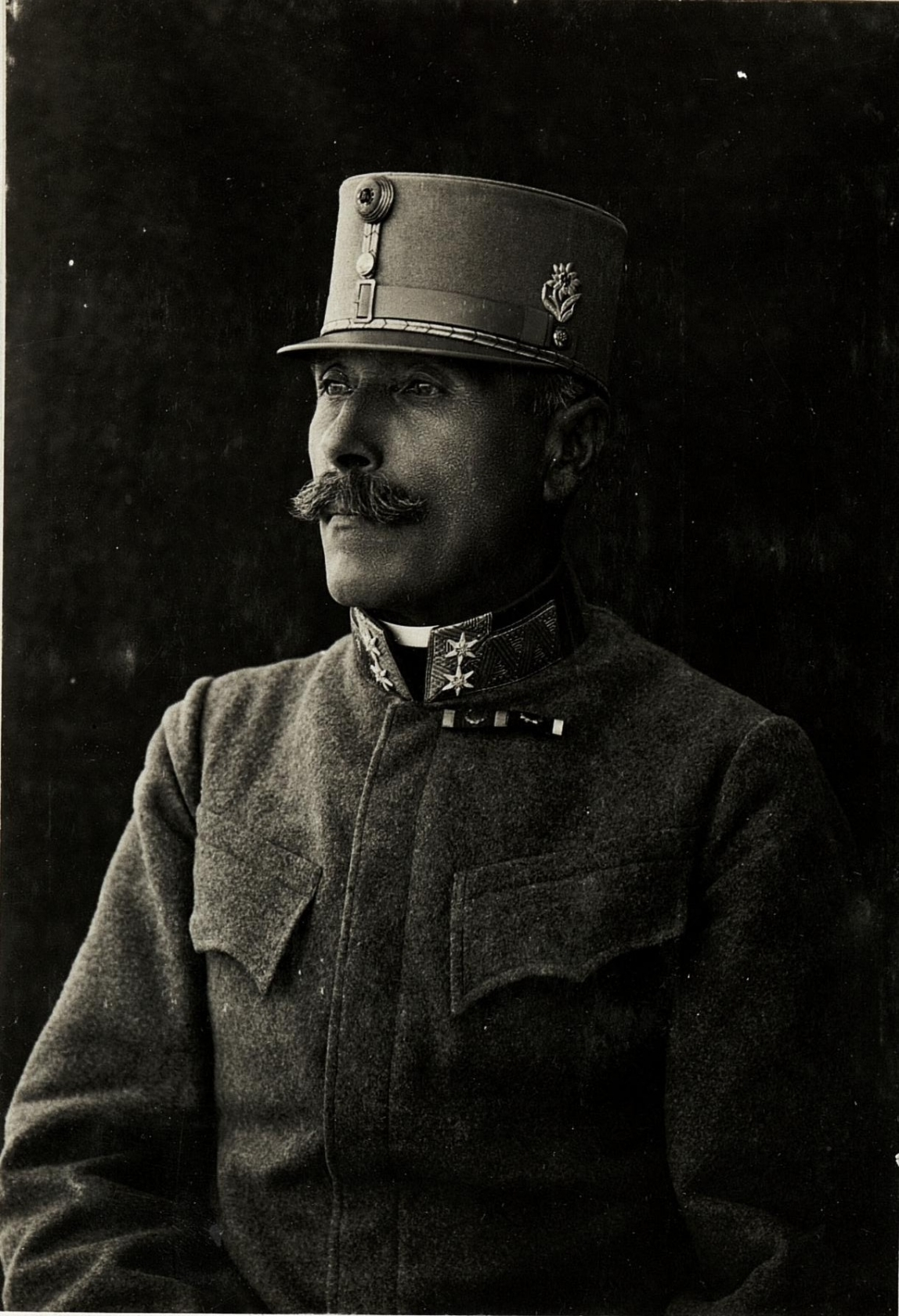
FML Ignaz Verdroß von Droßberg

- płk Heinrich Giovanelli von Ghersburg (1895[2] – 1897 → stan spoczynku[14])
- płk Karl Manussi von Montesole (1897[15] – 1899 → urlopowany[16])
- płk arcyksiążę Ferdynand Karol (1899[17] – 1902 → komendant 18 Brygady Piechoty)
- płk Hugo von Reinsperg (1902 – 1908 → komendant 6 Brygady Górskiej[18])
- płk Ignaz Verdroß von Droßberg(inne języki) (1908[19] – 1911 → komendant 14 Brygady Górskiej[20])
- płk Ignaz Fleischmann (1911[21] – 1912[22])
- ppłk / płk Heinrich Vonbank (1912[22][1] – 1915 → Komenda 96 Brygady Piechoty)
- płk Friedrich Nürnberger (1917 – 1918)

Oficerowie
- por. Josef Fitzthum
- por. Leonard Seweryński
- ppor. Artur Phleps